# لووچناتس
لووچناتس (به صربی: Lovćenac) یک منطقهٔ مسکونی در صربستان است که در Mali Iđoš Municipality واقع شده‌است. لووچناتس ۳۸٫۳ کیلومتر مربع مساحت و ۳٬۱۶۱ نفر جمعیت دارد و ۸۹ متر بالاتر از سطح دریا واقع شده‌است.